# Lateinschule Kreuznach
Die ehemalige Lateinschule von Kreuznach im heutigen Landkreis Bad Kreuznach in Rheinland-Pfalz war eine Lateinschule, die ab etwa dem 14. Jahrhundert bis 1567 bestand.

## Studenten aus Kreuznach
Studenten aus Kreuznach sind erstmals 1304 (Bologna), dann vermehrt ab etwa 1400 in Universitätsmatrikeln belegt, besonders im nahen Heidelberg und im mainzischen Erfurt. Die Mainzer Matrikel (ab 1477) ist 1631/32 und 1944 verloren gegangen und kann nur indirekt erschlossen werden.
- Bologna: 1304 Arnoldus de Crucenaco, 1381 Johannes Rampos de Cruzinnaco, 1556 Jakob Montanus (1529–1600),[2]
- Prag: 1381 Nikolaus de Cruczenako OCist (1384 Bacc.), 1384 Bacc. Joannes de Crucenach, Michaelis, Wilhelmus und Nicolaus Cruczenach, 1386 Nicolaus Bertram de Cruczenaco (1393 dispensatio biennii), 1389 Bacc. Petrus de Cruczenaco
- Erfurt: 1400 Johannes de Cruczenach, 1413 Rorich Gilpin,[3] 1425 Jodocus Crutzenach und Johannes Kern, 1427 Johannes Weidmann, 1432 Nikolaus Doleatoris (Büttner, Fass-Bender) († nach 1495),[4] 1439 Johannes Laude (Lob), 1441 Nikolaus Dudistel, 1453 Konrad Vocksheim (Volksheimer), 1454 Henrich und Conrad de Cruczennach, 1455 Johannes Uben (von Iben), 1459 Peter Cruczenach, 1466 Johannes Kissel (1473 Mag.) und Hinrich Rasor (Scherer), 1467 Peter Knefel (Knebel), 1467/69 Johannes Pres, 1476 Johannes Huse, 1482 Gregorius Cultellificis[5] (Balcz) (1484 Mag.), 1490 Johann Britz,[6] 1493 Konrad Büer (Bayer?)[7] und Jakob Brudler, 1500 Peter Michaelis, Konrad Pistor (Becker) und Hermann Moseler,[8] 1502 Hermann Frouff (Frühauf) und Leonhard Wald, 1504 Valentin Schwabe, 1509 Konrad Moseler, 1512 Adrian Barth (1518 Mag.),[9] 1517 Johannes Knebel, 1520 Johannes Pax (Fried),
- Heidelberg: 1387 Johannes Tilonis de Welsteyn (Wöllstein) († 1427),[10] 1402 Wilhelm Ulin,[11] 1404 Heinrich Faber (Schmidt), 1410 Nikolaus Henrich genannt Schibichin (Schipghen) (1414 Bacc.),[12] 1415 Petrus de Crücznach, 1418 Johannes Funificis (Seiler), 1420 Jakob Pistoris (1431 Lic. art. als Jacobus de Cruzenach), Peter Kleck[13] und Friedrich Doleatoris, 1427 Heinrich Crucenacho, 1431 Mag. Jacobus de Cruczenach, 1433 Johannes de Crucinaco, 1434 Nikolaus Doleatoris, 1442 Johannes Schlapp († nach 1458),[14] 1443 Johannes Rasoris[15] (1448 Mag.; † 1466) und Konrad Textor (Weber)[16] (1449 Mag.), 1444 Eberhard Lapicide (Steinmetz), 1445 Peter Molitor (Müller), Balram Brenner (Walram Brenner von Löwenstein?), Emmerich Ludwig (1450/51 Mag.) und Nicolaus Scriptoris (Schreiber) (1448 Bacc.; † nach 1470),[17] 1447 Jakob Cruczennach, 1448 Johannes Nunnenmann und Peter Mengeß (1450 Bacc.), 1450 Wilhelm de Crutznach (1452 Bacc., 1459 Mag.), 1456 Petrus Dapiferi = Peter Schad (1458 Bacc. art., 1467 Lic. jur.), 1458 Johannes de Crucennaken, 1459 Herborn Paulus, 1461 Johannes Doliatoris, Nikolaus Institoris (Krämer) (1465 Mag.) und Matthias de Creutzennach (1470 Bacc. jur.), 1463 Gumbertus Schade und Gelfridus Nackheym, 1470 Nikolaus Wickel und Johannes Wilhelmi, 1471 Hammann de Crucznach,[18] 1473 Jakob Knebel (Pistoris, gen. Crutzennach) (1477 Mag.),[19] 1498 Fredericus Brunberg, 1500 Wendelinus Nuszbickel (1501 Bacc.), 1504 Wendalinus Brünck, 1505 Meinhard Hauhutt, 1507 Henrich ex Crutzenach, 1508 Johannes Barth (1512 Mag.), 1520 Leonhard Wagner,[20] 1523 Johannes Hepp,[21] 1536 Hiacrius Lesche,[22] 1540 Philipp Arbogast (um 1520–1586),[23] 1546 Michael Steimetz, 1551 Georg Böler (Pöhler), Simon Böler und Johannes Gries, 1552 Laurentius de Crutzenaco, Valentinus Hewschreck (1557 Bacc.), 1553 Eberhard von Dienheim (um 1540–1610),[24] 1558 Bernhard Lamprecht, Johannes Hargesheim, Johannes Faber, 1560 Matthias Kling,[25] Marsilius à Beymburgk, 1565 Johannes Apiarius, Adam Apiarius († 1591)[26] und Johannes Faber, 1574 Bartholomeus Breunchenborn[27]
- Leipzig: 1414 Nikolaus de Cruszenochen, 1428 Johannes Weigel, 1461 Nikolaus Dorsmer, 1466 Jakob Lapicida, Konrad Lapicida, Peter Rhein, Johannes Villici (Meier) und Jakob Faber, 1470 Nikolaus Wernher, 1477 Peter Held,
- Köln: 1443 (Logik-Studium der Karmeliter) Jacobus de Crucenaco, 1447 Nycolaus Crucenach[28] und 1459 Johann Feust, 1496 Conrad de Crutzenach, 1498 Heinrich Kesse († 1521),[29] 1550 Valentin Spies († 1582)[30]
- Freiburg im Breisgau: 1487 Johannes Lieberpeter/Lieb und Magister Heinrich Kesse († 1521),[29][31] 1491 Johannes Kryznach, 1547 Johannes Braunweiler,[32] 1549 Peter von Dienheim († 1571), 1550 Carsilius Bayer,[33] 1556 Johannes von Dienheim,[34] 1560 Eberhard von Dienheim (um 1540–1610).
- Wien: 1413 Walram de Creuczenako (Krüczennach) (1418 Lic. art.),[35] 1416 Nycolaus de Crutzennach, 1447 Johannes Mosellär, Nicolaus de Creuczenach († 1491)[36] (1469 Dr. decr.), 1454 (Bacc. in artibus) Georgius de Creutznach OP (1470 Bacc. bibl. theol., 1472 Bacc. sent. theol.), 1456 Johannes de Chrucznach, 1457 Johannes Sartoris (Schneider), 1458 Johannes Cuspidis (Spiess) (1466 Lic. art.), Conradus Moseller, 1465 Meinardus de Creucznach, 1473 Mag. Haymanus de Kreucznach,[18] 1490 Philippus Paur (Bauer), 1491 Bacc. Conradus Stulteti
- Ingolstadt: 1472 Heinrich Kesse († 1521),[29] 1472 Heinrich Crewtznach (1473 Mag.) und Heinrich Rasoris (1473 Mag.), 1477 Nikolaus Bock, 1481 Johannes de Crewtznach, Jakob Part (Barth), (Magisterpromotion) Heinrich Kesse († 1521),[29] 1490/91 Conradus Stulteti
- Basel: 1471 Petrus Júntter, 1473/73 Philippus de Crútzenach filius Hammanni de Lútern (1475 Bacc.), 1473/74 Heinrich Kesse († 1521) (1474 Bacc.),[29] 1476 Jacobus Crútznach de Pineto[37] (1478 Bacc.), 1571 Philipp von Ehingen, 1576 Bartholomeus Breuncheborn (Breünigenborn)[27]
- Trier: 1443 (Logik-Studium der Karmeliter) Mathias de Crucenaco, 1474 (Bacc.) Hammandus Crutzenach,[18] Magister Heinrich Rasoris
- Mainz: vor 1482 (Bacc.) Gregorius Cultellificis (Balcz), 1548 Valentin Spieß (†  1582)[30]
- Paris: 1483 Johannes Philippi,[38]
- Wittenberg: 1521 Johannes Dorn, 1565 Philipp von Ehingen, vgl. auch 1570 Wendelinus Leffel von kreutzenach, ein Buchdrucker[39]
- Marburg: 1543 Henrich Heyer, 1544 Siffridus Veinbergius (Weinberg; Ulinberg?), 1545 Valentin Spies († 1582),[30] Franciscus Carlensex, 1552 Johannes Bronweiler (Braunweiler),[32] 1556 Anton Winder, Konrad Otto, 1557 Johannes Otto, 1561 Sebastian Schweckhart, 1562 Philipp von Ehingen, 1563 Philipp Nusbaum, Bartholomäus Breunchenborn,[27] 1565 Paul Wigand von Dienheim,[40] Johannes Carsilius Glick, 1566 Matthias Cling (Kling),[25] Thomas Vixius
- Tübingen: 1554 Marsilius [erg.: Baier von Bellenhofen] a Beinburg (von Altenbamberg)[41] prope (bei) Kreitzenach, 1570 Philipp von Ehingen.
- Löwen: um 1550 Promotion von Dr. theol. Georg Artopaeus (Becker) (um 1525/30–1583),[42]
- Bourges: 1561 Konrad Otto (Prüfungszeuge)
- Dole: 1562 Eberhard von Dienheim, 1566 Bartholomäus Brunchenborn[27]

Der Platz, an dem sich die Lateinschule in Kreuznach befand, ist nicht mehr bekannt. Vielleicht bewahrt die von der Mannheimer Straße in der Neustadt abzweigende Schulgasse die Erinnerung an den alten Schul-Standort.

## Lehrer der Lateinschule
1407 wird ein „schulmeister von Cruczenach“ erwähnt. Meister Jakob aus Kreuznach leistete 1432 den Schulmeister-Eid an der Landauer Lateinschule.
1507 wurde „Magister Georgius Sabellicus, Faustus iunior“ (* um 1466/80, † um 1541) durch den Amtmann Franz von Sickingen (1481–1523) als Rektor der Lateinschule installiert. Faust soll sich nach dem Bericht des Sponheimer Abtes Johannes Trithemius (1462–1516) einer Bestrafung wegen „Unzucht mit Knaben“ durch Flucht aus Kreuznach entzogen haben.
1520 wird Schulmeister Johan Küntzel zu Kreuznach erwähnt. 1551 und 1555 erscheint der lateinische Schulmeister und kaiserliche Notar Peter Grieß als Zeuge bzw. Testator in Kreuznach.

## Hausstudium des Karmeliten-Klosters
Neben der Lateinschule bestand in Kreuznach im Kloster der Karmeliten an der Stadtkirche St. Nikolaus, dem sogenannten Schwarz-Kloster, ein Hausstudium für die Mönche, an dem bedeutende Lektoren (Lesemeister für studierende Ordensbrüder) und Cursoren (Anwärter zum Lektorenamt) wirkten.
Die in älterer Literatur vertretene These, von den Karmeliten sei bereits vor dem Dreißigjährigen Krieg eine öffentliche Lateinschule in Kreuznach unterhalten worden, ist urkundlich nicht belegt.

## Umwandlung in ein Gymnasium
Nach Einführung der Reformation wurde 1567 von Friedrich III. und Markgraf Philipp II. von Baden (1559–1588) in Kreuznach in dem eingezogenen Klostergebäude der Karmeliten ein reformiertes Gymnasium („Pädagogium“) für die Vordere Grafschaft Sponheim errichtet, das die Lateinschule ablöste.
Die heutige Nachfolgeeinrichtung ist das Gymnasium an der Stadtmauer in Bad Kreuznach.